# چگالش بوز–اینشتین
چگالش بوز–اینشتین یا چگاله بوز–اینشتین (به انگلیسی: Bose–Einstein condensate) پنجمین و جدیدترین حالت ماده است. این حالت، حالتی از ماده است که در آن، یک گازِ رقیقِ بوزون (به انگلیسی: Boson) را تا دمای بسیار پایین و در ۲۷۳٫۱۴− درجه سانتی‌گراد (بسیار نزدیک به صفر مطلق)، سرد می‌کنند. در اثر دمای بسیار پایین در این گذار فاز (به انگلیسی: Phase transition)، بخش بسیار بزرگی از بوزون‌ها، کمترین حالت کوانتومی را اِشغال می‌کنند و در آن نقطه پدیدهٔ کوانتومیِ ماکروسکوپی آشکار می‌شود. بوزون‌های سرد در هم فرومی‌روند و ابَر ذره‌هایی که رفتاری بیشتر شبیه یک ریزموج (به انگلیسی: Microwave) دارد تا ذره‌های معمولی شکل می‌گیرد. مادهٔ چگال‌شدهٔ بوز–اینشتین شکننده و سرعت عبور نور در آن بسیار کم است.

## تاریخچه
این حالت ماده، در سال ۱۹۹۵ توسط دو دانشمند به نام‌های اریک آلین کرنل (به انگلیسی: Eric Allin Cornell) و کارل ادوین وایمن (به انگلیسی: Carl Edwin Wieman) ساخته شد اما پیش از آن، دو دانشمند دیگر یعنی ساتیندرا بوز (به انگلیسی: Satyendra Nath Bose) و آلبرت اینشتین وجود این حالت را در سال ۱۹۲۰ پیش‌بینی کرده بودند ولی به دلیل نداشتن وسایل و امکانات لازم آن را نساختند. دانشمندان برای اولین بار در مقاله‌ای که در ۱۱ ژانویه ۲۰۲۰ منتشر شده‌است، بیان کردند که برای جلوگیری از تأثیر جاذبه بر این ماده و انجام آزمایش‌هایی دقیق تر این ماده را در مدار زمین و تحت شرایط ریزگرانش ساخته‌اند.

## دمای بحرانی
اتم‌های پلاسماها فوق‌العاده داغ و فوق‌العاده برانگیخته‌اند اما حالت متراکمِ بی‌ای‌سی (به انگلیسی: BEC) درست برعکس آن است و آن‌ها کاملاً تحریک نشده و فوق‌العاده سرد هستند. متراکم شدن یا چگالش وقتی رخ می‌دهد که چند مولکول گاز، به خاطر کاهش انرژی، با یکدیگر جمع شده و تبدیل به مایع شوند. اتم‌های گازها، واقعاً برانگیخته و پر انرژی هستند اما در صفر درجه کلوین، تقریباً تمام مولکول‌ها از حرکت می‌ایستند و وقتی انرژیشان کم می‌شود حرکتشان کند شده، دور هم جمع و توان تبدیل به قطره را دارا می‌شوند.
دانشمندان راهی پیدا کرده‌اند که بتوانند ماده را تا دمای نزدیک به صفر مطلق سرد کنند. وقتی که دما تا این حد کم می‌شود، می‌توان با چند عنصر خاص، حالت متراکمِ ماده را ساخت. کرنل و وای‌من این کار را با عنصر روبیدیم (به انگلیسی: Rubidium) انجام دادند. حالا ماده که سرد است، اتم‌ها شروع به جمع و یکپارچه شدن می‌کنند و تمام این اتفاق در دمایی حدود چند بیلیونیم درجه رخ می‌دهد. نتیجهٔ این یکپارچه شدن اتم‌ها، حالت چگالش بوز–اینشتین است. اتم‌هایی که در یک محل جمع شده‌اند، تشکیل یک ابَراتم را می‌دهند و دیگر هزاران اتم مجزا وجود ندارد. در سال ۲۰۰۱ ولفگانگ کترله (به انگلیسی: Wolfgang Ketterle)، جایزه نوبل فیزیک را به خاطر نشان دادن تجربی این پدیده از آن خود کرد. انتقال به بی‌ای‌سی زیر دمای بحرانی رخ می‌دهد. برای یک گاز سه بعدیِ یکنواخت که از ذرات غیر متعامل و بدون هیچ درجه داخلیِ آشکارِ آزاد تشکیل شده‌است، این‌گونه است:
{\displaystyle T_{c}=\left({\frac {n}{\zeta (3/2)}}\right)^{2/3}{\frac {2\pi \hbar ^{2}}{mk_{B}}}\approx 3.3125\ {\frac {\hbar ^{2}n^{2/3}}{mk_{B}}}}
| {\displaystyle \,T_{c}}  | می‌شود | دمای بحرانی                                                  |
| {\displaystyle \,n}      | می‌شود | چگالی ذرات                                                   |
| {\displaystyle \,m}      | می‌شود | جرم در هر بوزون                                              |
| {\displaystyle \hbar }   | می‌شود | کاهش ثابت پلانک                                              |
| {\displaystyle \,k_{B}}  | می‌شود | ثابت بولتزمن                                                 |
| {\displaystyle \,\zeta } | می‌شود | تابع زتای ریمان {\displaystyle \,\zeta (3/2)\approx 2.6124.} |

تداخلِ ارزشِ متغیرها و اصلاحات را می‌توان با نظریه میدان متوسط (به انگلیسی: mean-field theory) محاسبه کرد.